# Ali Jemal
Ali Jemal (ar. علي جمل; ur. 9 czerwca 1990 w Tunisie) – tunezyjski piłkarz grający na pozycji bramkarza. Od 2021 jest zawodnikiem klubu Étoile Sportive du Sahel.

## Kariera klubowa
Swoją karierę piłkarską Jemal rozpoczął w klubie Espérance Tunis. W 2011 roku stał się członkiem pierwszego zespołu. Był jego zawodnikiem do 2019 roku. W tym okresie wywalczył pięć tytułów mistrza Tunezji w sezonach 2011/2012, 2013/2014, 2016/2017, 2017/2018 i 2018/2019 oraz dwa wicemistrzostwa w sezonach 2012/2013 i 2015/2016. Zdobył też Puchar Tunezji w sezonie 2015/2016 i Ligę Mistrzów w sezonach 2018 i 2018/2019. W sezonie 2015/2016 był wypożyczony do US Ben Guerdane.
Latem 2019 Jemal odszedł do Stade Tunisien. Swój debiut w nim zaliczył 24 sierpnia 2019 w przegrnaym 0:3 wyjazdowym meczu z Club Africain. W Stade Tunisien grał przez dwa lata.
Latem 2021 Jemal został piłkarzem Étoile Sportive du Sahel. Zadebiutował w nim 28 października 2021 w wygranym 1:0 domowym spotkaniu z Club Africain.

## Kariera reprezentacyjna
W 2022 roku Jemal został powołany do reprezentacji Tunezji na Puchar Narodów Afryki 2021. Na tym turnieju nie rozegrał żadnego meczu.